# Vnorovy
Vnorovy település Csehországban, Hodoníni járásban. Vnorovy Strážnice, Kněždub, Kozojídky, Žeraviny, Veselí nad Moravou és Bzenec településekkel határos. Lakosainak száma 2924 fő (2024. január 1.).

## Népesség
A település lakosságának változását az alábbi diagram mutatja:
| Lakosok száma | 2213 | 2701 | 2992 | 2630 | 3035 | 3082 | 3037 | 3016 | 2931 | 2924 |
|               | 1869 | 1890 | 1921 | 1950 | 1980 | 2001 | 2017 | 2019 | 2022 | 2024 |